# 瀬古保次

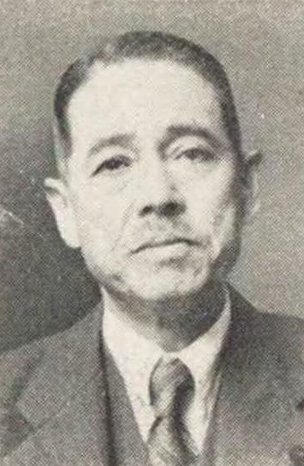
瀬古保次

瀬古 保次（せこ やすつぐ、1887年（明治20年）8月3日 - 1964年（昭和39年）6月9日）は、貴族院書記官長、賞勲局総裁、貴族院勅選議員。

## 経歴
神奈川県三浦郡逗子町（現在の逗子市）で、瀬古保次郎の長男として生まれた。1915年（大正4年）に東京帝国大学法科大学政治学科を卒業し、文官高等試験行政科試験に合格した。東京府属、同豊多摩郡長を経て、貴族院書記官となり、内務参事官、同事務官、行政裁判所評定官を兼ねた。貴族院事務局議事課長を経て、貴族院書記官長に就任した。
1940年（昭和15年）からは賞勲局総裁に転じた。
1946年（昭和21年）2月5日には貴族院議員に勅選され、同成会に所属し1947年（昭和22年）5月2日の貴族院廃止まで在任した。